# 大王船越南テレビ中継局
大王船越南テレビ中継局（だいおうふなこしみなみテレビちゅうけいきょく）は、かつて三重県志摩市にあった地上アナログテレビの中継局である。2011年7月24日のアナログ放送終了とともに廃止された。

## 中継局概要
| チャンネル | 放送局名                              | 空中線電力          | ERP                  | 放送対象 地域 | 放送区域 内世帯数 | 偏波面   | 放送終了日     |
| ---------- | ------------------------------------- | ------------------- | -------------------- | ------------- | ----------------- | -------- | -------------- |
| 33ch       | NHK 名古屋教育                        | 映像100mW/ 音声25mW | 映像410mW/ 音声100mW | 全国放送      | 約-世帯           | 垂直偏波 | 2011年 7月24日 |
| 35ch       | NHK 津総合                            | 映像100mW/ 音声25mW | 映像410mW/ 音声100mW | 三重県        | 約-世帯           | 垂直偏波 | 2011年 7月24日 |
| 39ch       | CBC 中部日本放送                      | 映像100mW/ 音声25mW | 映像410mW/ 音声100mW | 中京広域圏    | 約-世帯           | 垂直偏波 | 2011年 7月24日 |
| 41ch       | MTV 三重テレビ放送                    | 映像100mW/ 音声25mW | 映像410mW/ 音声100mW | 三重県        | 約-世帯           | 垂直偏波 | 2011年 7月24日 |
| 43ch       | CTV 中京テレビ放送                    | 映像100mW/ 音声25mW | 映像410mW/ 音声100mW | 中京広域圏    | 約-世帯           | 垂直偏波 | 2011年 7月24日 |
| 45ch       | NBN 名古屋テレビ放送 愛称「メ〜テレ」 | 映像100mW/ 音声25mW | 映像410mW/ 音声100mW | 中京広域圏    | 約-世帯           | 垂直偏波 | 2011年 7月24日 |
| 48ch       | THK 東海テレビ放送                    | 映像100mW/ 音声25mW | 映像410mW/ 音声100mW | 中京広域圏    | 約-世帯           | 垂直偏波 | 2011年 7月24日 |

## 所在地
- 志摩市大王町船越字丸山（深谷漁港南方高地）

## 歴史
- 1979年12月20日 開局
- 2011年7月24日 全局廃局となった。

## 特徴
- 志摩市の旧・大王町域南部をカバーしていた。

## その他
- 地上デジタルテレビ放送は置局されないため、2011年7月24日のアナログ放送終了で廃局となった（志摩磯部中継局でカバーされている）。